# فرانتیشک ونتورا
فرانتیشک ونتورا (انگلیسی: František Ventura; ۲۷ اکتبر ۱۸۹۵ – ۲ دسامبر ۱۹۶۹) سوارکار پرش اهل چکسلواکی بود.